# TRPC2
TRPC2 (англ. Transient receptor potential cation channel subfamily C member 2) — белок, который кодируется одноимённым геном. Относится к ионным каналам. В случае человека или узконосых обезьян, TRPC2 является псевдогеном. 

## Функции
TRPC2 уникален среди TRPC тем, что его полный ген был утерян из геномов узконосых обезьян и человека, в которых его остатки составляют псевдоген. Физиологическая роль TRPC2 была изучена в зрелой сперме и вомероназальной сенсорной системе. В сперме TRPC2 активируется взаимодействием сперматозоидов с прозрачной оболочкой ооцита, что приводит к проникновению Са2+ и активации акросомной реакции. Было обнаружено, что в вомероназальном сенсорном органе (VNO) TRPC2 представляет собой канал трансдукции, активируемый посредством сигнального каскада, инициированного взаимодействием феромонов с рецепторами, сопряжёнными с G-белками V1R и V2R, на дендритах сенсорных нейронов. V1R и V2R работают вместе с молекулами MHC класса I, активируют G-белки G (i) — и G (o) -типа, которые, в свою очередь, запускают активацию TRPC2, инициируя потенциал аксона, который перемещается к концам аксонов. Затем сигнал проецируется в клубочки вспомогательной обонятельной луковицы, откуда он переносится сначала в миндалину, а затем в высшие корковые центры обоняния. Исследования иммуноцитохимии и делеции генов показали, что:
1. путь V2R-G(o) -MHCIb-beta2m опосредует мужское агрессивное поведение в ответ на феромоны;
2. путь V1R-G(i2) обеспечивает распознавание партнёра по спариванию,
3. эти различия имеют анатомический коррелят в том смысле, что эти функциональные компоненты расположены в анатомически различных компартментах VNO. Интересно, что эти анатомически сегрегированные сигнальные пути используют общий канал трансдукции — TRPC2[2].

## Взаимодействия
TRPC2 взаимодействует с TRPC6